# Lajos Batthyány

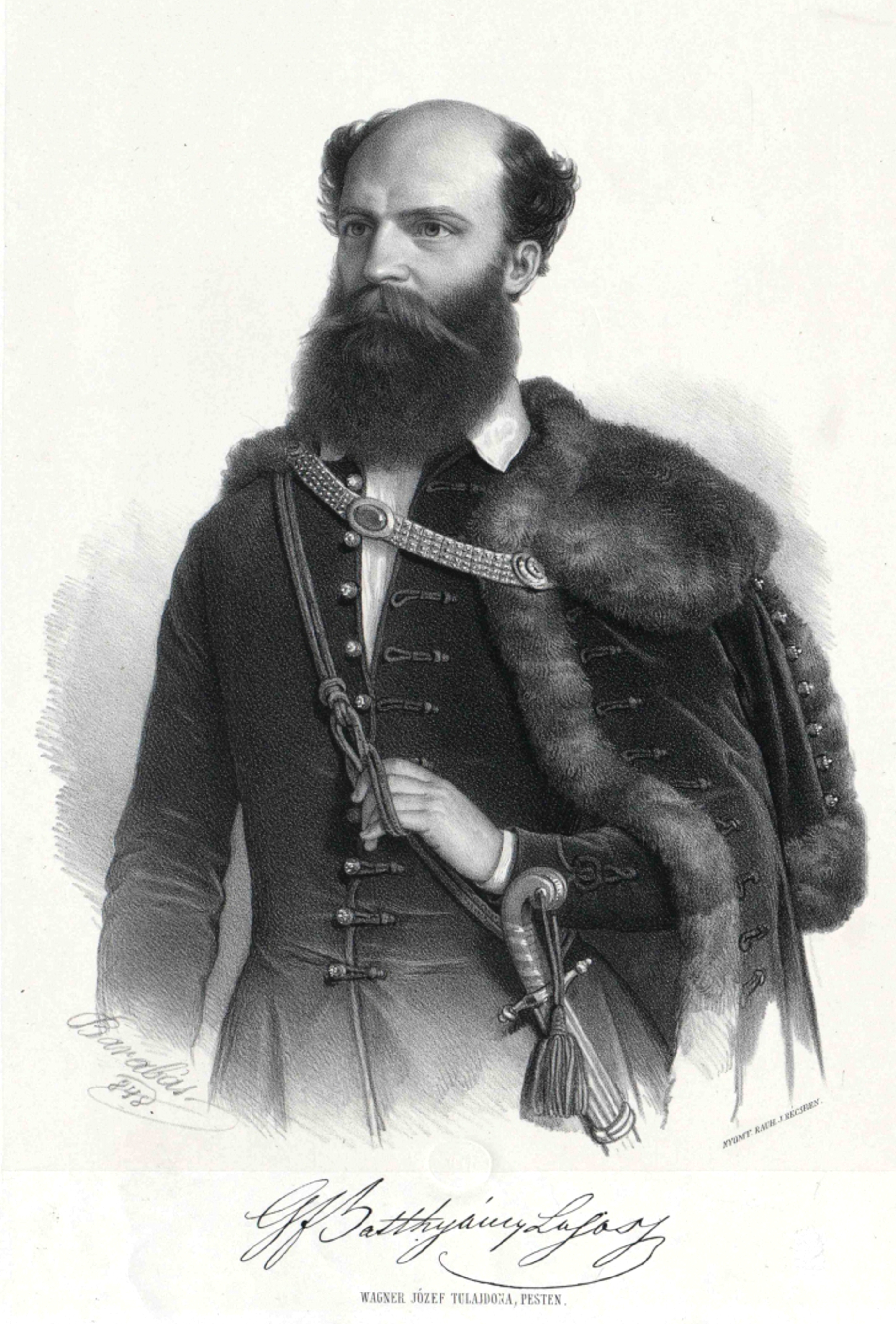
conde Lajos Batthyány de Németújvár

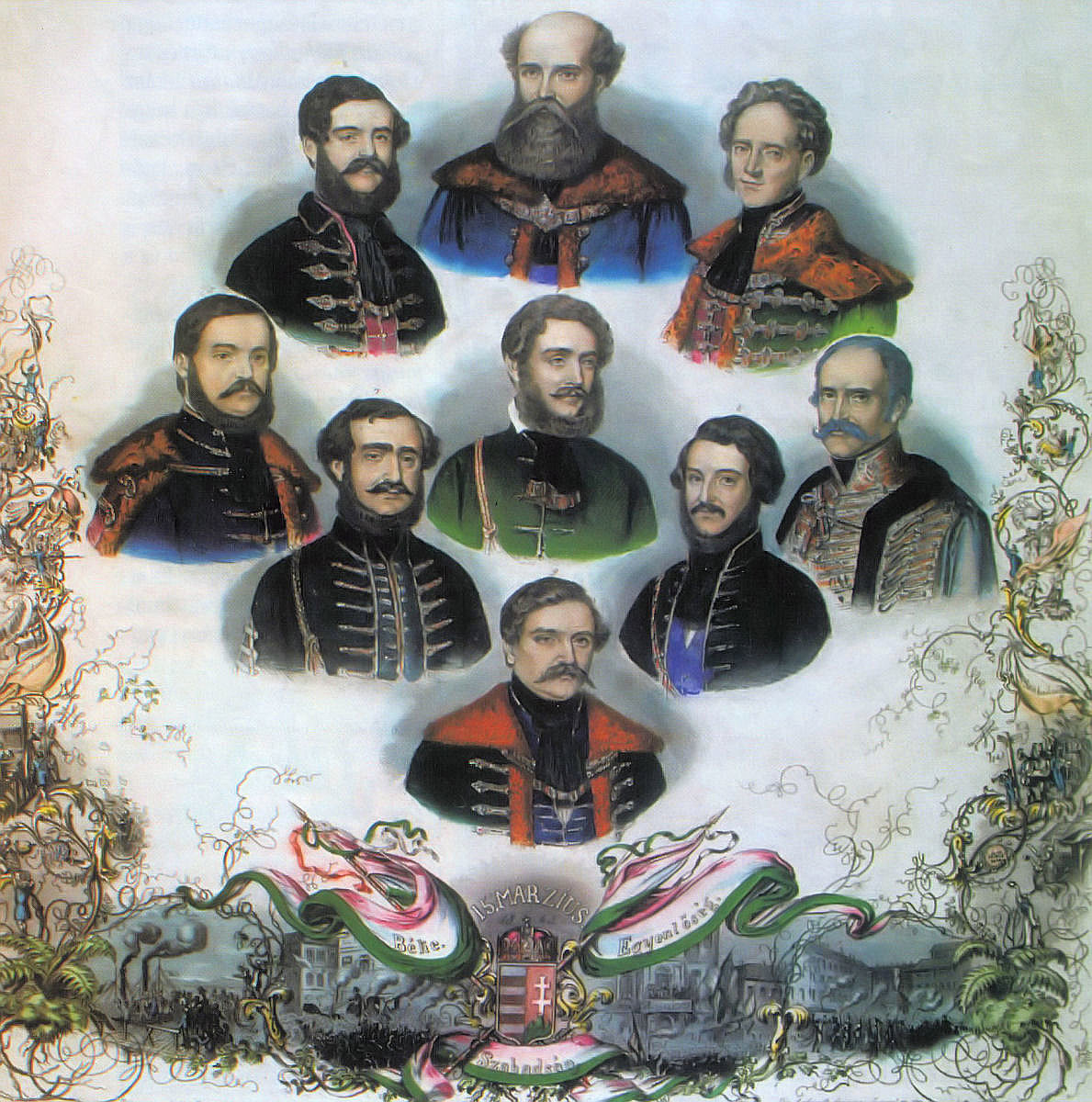
El gobierno de Batthyány.

El conde Lajos Batthyány de Németújvár (Pozsony, 10 de febrero de 1807 – 6 de octubre de 1849) fue un noble húngaro, el primer primer ministro de Hungría luego de haber estallado la Revolución húngara de 1848. Ocupó el cargo de primer ministro desde el 17 de marzo de 1848 hasta el 2 de octubre de 1848, siendo ejecutado el día 6 de ese mismo mes de octubre.

## Biografía
El conde Lajos (en español: Luis) nació en el seno de la familia húngara de los condes Batthyány de Németújvár, prestigiosa y muy pudiente. Su padre fue el conde József Batthyány de Németújvár (1777-1812) y su madre fue Borbála Skerlecz de Lomnicza (1779-1834). Sus abuelos maternos eran Ferenc Skerlecz de Lomnicza (1731-1802) consiliario imperial, főispán del condado de Békés y Rozália Kiss de Nemeskér (1739-1842).
Se casó con la condesa Antónia Zichy de Zics y Vázsonkő (1816-1888) el 4 de diciembre de 1834 en Presburgo. 
Tras fracasar la guerra de independencia contra los austríacos el conde Batthyány fue apresado. Fue ejecutado en 1849, el mismo día que los 13 Mártires de Arad.